# Михајло Бокорић
Михајло Бокорић (или Букоровић односно Букуровић, Бокоровић; Бискупија код Книна, Далмација око 1730 — Печка, 6. новембар 1817) био је српски сликар и иконописац.

## Биографија
Доселио се из Лике у Банат. Оженио се у Печки код Арада, и ту је провео већи део живота и радио за православне цркве у Поморишју. У своје доба био је знаменит и тражен сликар.
По предању, учио је сликарство од Георгија Тенецког (или Стефана Тенецког). Верује се, да је и иконостас румунске, раније српске, цркве у Печки његов рад. А постоје иконе, »печа« Св. Тројства и Богородице, од њега по храмовима у манастирима Бездину, у Српском Св. Петру (1781), Нађлаку (Nagylak) (1828), Ходмезевашархељу (Hódmező Vásárhely) (1787) и Модошу. Исто тако налази се велики број његових радова и по породицама, а има и неколико његових портрета у манастиру Бездину.